# Trésor de Vettersfelde

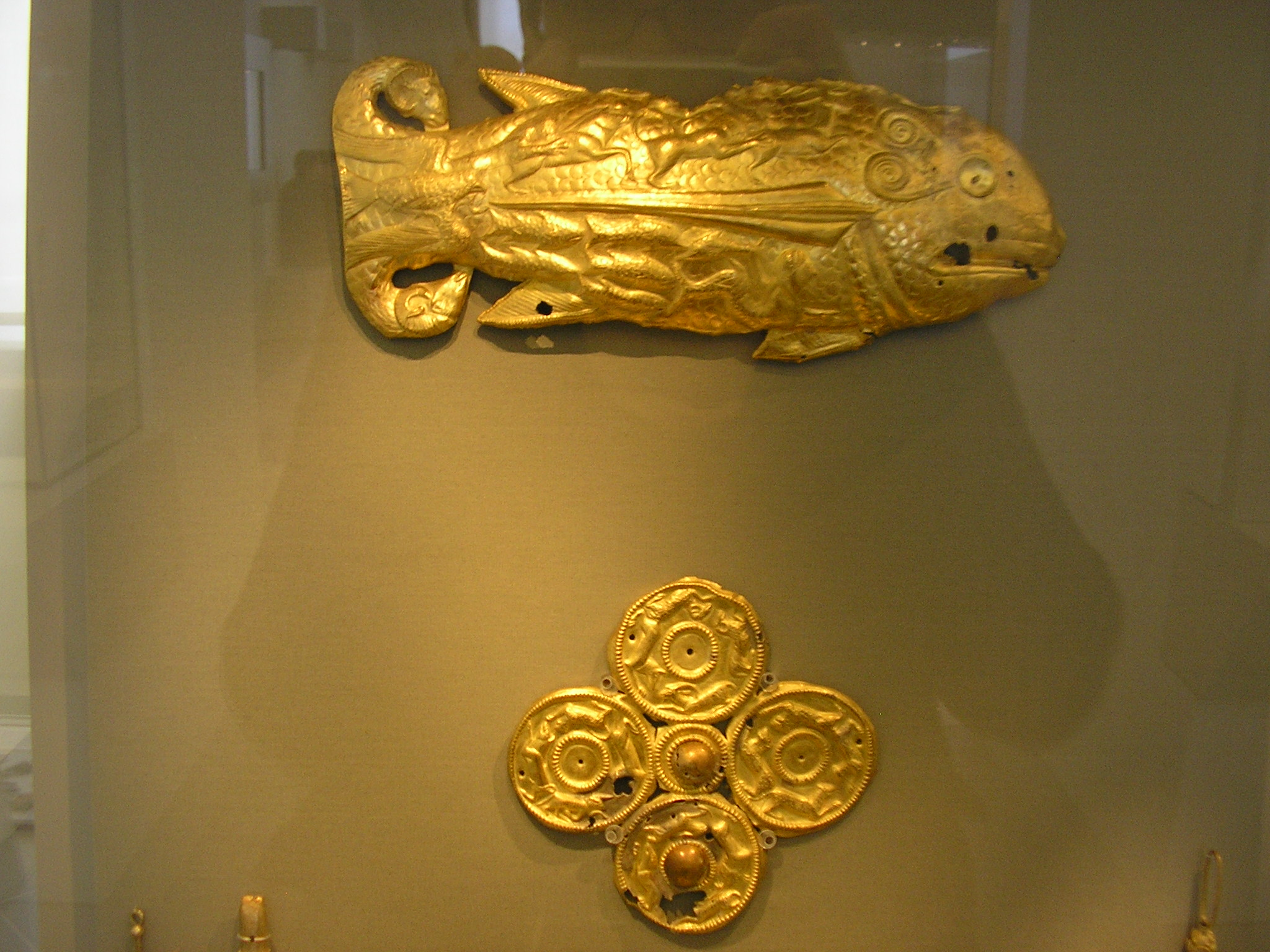
Objets du Trésor de Vettersfelde, Altes Museum, Berlin

Le Trésor de Vettersfelde est un ensemble d'objets pour la plupart en or découverts fortuitement en 1882 à Vettersfelde, localité de Basse-Lusace, dans l'est de l'ancien Brandebourg, aujourd'hui Witaszkowo, sur la rivière Neisse, près de Gubin, en Pologne. Ces objets relèvent de l'art animalier des Scythes. L'origine de ce dépôt reste assez mystérieuse.

## Description
Parmi les objets les plus remarquables de ce dépôt, on trouve :
- une plaque (41 cm × 15 cm) en or, ou plus exactement en électrum, en forme de poisson[1], datant probablement de la fin du VIe siècle av. J.-C. Selon Furtwängler, il s'agirait d'un ornement (séma) de bouclier. Le corps du poisson est couvert de petits animaux en relief et sa queue se termine en deux têtes de béliers. Il a sans doute été fabriqué dans les ateliers d'une colonie ionienne de la rive septentrionale de la mer Noire, comme Olbia du Pont ou Panticapée, pour répondre au goût d'un prince scythe.
- une plaque en or destinée à couvrir la partie supérieure d'un fourreau d'acinace (poignard ou dague que portaient les Scythes). Décor animalier (poissons, fauves, cerf, sanglier). Longueur : 19 cm. VIe siècle av. J.-C.
- un objet en or constitué de quatre disques, qui portent un décor animalier autour d'un bossage central, et d'un disque central plus petit. Il pourrait s'agir d'un pectoral ou d'un élément de harnais. Hauteur : 17 cm. VIe siècle av. J.-C.

## Analyse
On explique en général la présence de ces objets si loin à l'ouest par une expédition des Scythes vers l'Europe centrale. Une telle expédition est attestée à la fin du VIe siècle av. J.-C. à la suite de la campagne du roi des Perses Darius Ier contre les Scythes (513 av. J.-C.). Le dépôt pourrait correspondre soit à la tombe d'un chef scythe mort en Lusace, soit à un butin conquis par leurs ennemis.